# Кейп-Джирардо (округ)
Округ Кейп-Джирардо (англ. Cape Girardeau County) — округ штата Миссури, США. Население округа на 2009 год составляло 73 957 человек. Административный центр округа — город Джэксон.

## История
Округ Кейп-Джирардо основан в 1812 году.

## География
Округ занимает площадь 1499.6 км2.

## Демография
Согласно оценке Бюро переписи населения США, в округе Кейп-Джирардо в 2009 году проживало 73 957 человек. Плотность населения составляла 49.3 человек на квадратный километр.